# واكاكو ياماوتشي
واكاكو ياماوتشي (بالإنجليزية: Wakako Yamauchi)‏‏ (24 أكتوبر 1924 - 24 أغسطس 2018) هي كاتبة أمريكية يابانية. تعتبر مسرحياتها أعمالًا رائدة في المسرح الأمريكي الآسيوي.
تُوفيت في 24 أغسطس 2018 في غاردينا عن عمرٍ يناهز 93 عامًا.

## روابط خارجية
- واكاكو ياماوتشي على موقع IMDb (الإنجليزية)